# 三點阿波魚
三點阿波魚，又稱三斑棘蝶魚，俗名藍嘴新娘，為輻鰭魚綱鱸形目鱸亞目蓋刺魚科的一個種。

## 分布
本魚分布於印度西太平洋區，包括東非、南非、塞席爾群島、留尼旺、模里西斯、馬爾地夫、斯里蘭卡、聖誕島、日本、中國沿海、台灣、菲律賓、印尼、越南、關島、澳洲、馬里亞納群島、新喀里多尼亞、所羅門群島、萬納杜、薩摩亞群島、東加等海域。

## 深度
水深3~40公尺。

## 特徵
本魚體呈黃色，成魚吻藍色，在頭頂及鰓蓋後方皆有一個相當於眼徑的黑斑，此外，臀鰭呈淡黃色，外側黑色。體橢圓形；頭部背面至吻部輪廓成直線。前眼眶骨之前緣中部無缺刻，無強棘；後緣不游離，亦無鋸齒，下緣凸具強鋸齒，蓋住上頜一部分。間鰓蓋骨無強棘；前鰓蓋後緣具細鋸齒，強棘無深溝。幼魚斑點不明顯，但體側有許多彎曲的橫紋，且皆未達腹部，背鰭基底處有一黑斑。臀鰭具一寬黑帶。體被中大型鱗，頰部被不規則小鱗；側線終止於背鰭軟條後下方。背鰭連續，硬棘6~7枚，軟條16~18枚；臀鰭硬棘3枚，軟條17~19枚。體長可達25公分。

## 生態
棲息在礁坡外及較清澈之礁湖。屬雜食性，吃藻類及附著生物如海綿或海鞘，白天活動，具領域性，一尾雄魚與數尾雌魚成小群活動，為雌雄同體，先為雌魚。

## 經濟利用
體色鮮黃耀眼，為高價位的觀賞魚。很少人食用。